# Aziatische wespendief
De Aziatische wespendief (Pernis ptilorhynchus) is een roofvogel uit de familie van havikachtigen (Accipitridae).

## Voedsel
Deze wespendief eet voornamelijk bijen-, wespen- en hommelbroed uit bijenkorven.

## Verspreiding en leefgebied
Deze soort komt voor in oostelijk Azië en het Oriëntaals gebied en telt zes ondersoorten:
- P. p. orientalis: van zuidelijk Siberië tot noordoostelijk China en Japan.
- P. p. ruficollis: van India en Sri Lanka tot Myanmar, Vietnam en zuidwestelijk China.
- P. p. torquatus: Maleisië, Sumatra en Borneo.
- P. p. ptilorhynchus: Java.
- P. p. palawanensis: Palawan en Calauit (de westelijke Filipijnen).
- P. p. philippensis: de noordelijke en oostelijke Filipijnen.

## Status
De grootte van de populatie wordt geschat tussen de 100 duizend en een miljoen vogels. Op de Rode lijst van de IUCN heeft deze soort de status niet bedreigd.